# Kim Kum-yong
Dans ce nom coréen, le nom de famille, Kim, précède le nom personnel Kum-yong.
Pour les articles homonymes, voir Kim.
Kim Kum-yong, née le 17 août 2001, est une pongiste nord-coréenne.

## Carrière
Kim est gauchère.
Elle participe en doubles mixtes aux Jeux asiatiques de 2022. En 2022, elle est proche de la 300e place mondiale. 
Le duo qu'elle forme avec Ri Jong-sik ne se déplace hors de Corée du Nord qu'à un tournoi de qualification olympique, début 2024. Il est possible que le duo s'entraîne en Chine, une rumeur réfutée par les deux sportifs. 
Aux Jeux olympiques d'été de 2024, Kim fait sensation en atteignant la finale olympique avec son partenaire Ri Jong-sik alors que les deux sont inconnus sur le circuit mondial, les Nord-Coréens ne sortant jamais en compétition. En 8e de finale, Kim et Ri battent les numéro 2 mondiaux, les Japonais Hina Hayata et Tomokazu Harimoto 4 sets à 1. En demi-finale, la paire bat les Hongkongais Wong Chun Ting et Doo Hoi Kem 4 sets à 3, et s'offre un billet pour la finale et y remporte la médaille d'argent.
Ri Jong-sik et Kim Kum-yong refusent de parler aux journalistes, escortés par un entraîneur et un dirigeant dans tous leurs déplacements dans la zone mixte. Le duo pose pour un selfie pris sur le podium par l'équipe de Corée du Sud, médaillée de bronze.

## Palmarès

### Jeux olympiques
| Années | Compétitions                     | Lieux | Résultats         |
| ------ | -------------------------------- | ----- | ----------------- |
| 2024   | Jeux olympiques d'été Paris 2024 | Paris | Médaille d'argent |